# Кубок Північного моря (шахи)
Кубок Північного моря - відкритий шаховий турнір, який проводився в Есб'ергу (Данія) з 1976 по 2008 рік. До 2003 року існувала аматорська секція (турнір за швейцарською системою) і круговий турнір для титулованих гравців у 10 турів. Виняток становлять 1986 і 1987 роки. 1986 року замість секції для титулованих гравців провели плей-оф чемпіонату Данії. 1987 року цю секцію замінили на Чемпіонат Данії серед юніорів. Від 2004 року турнір мав лише одну секцію, дев'ять або десять турів за швейцарською системою.
Кубок Північного моря не проводиться починаючи з 2009 року.

## Переможці
| #  | Рік  | Переможець                                               |
| -- | ---- | -------------------------------------------------------- |
| 1  | 1976 | Ульрік Рат Уве Кустовіч                                  |
| 2  | 1977 | Єнс Крістіансен                                          |
| 3  | 1978 | Бент Ларсен                                              |
| 4  | 1979 | Ласло Вадач} Джонатан Местел                             |
| 5  | 1980 | Артур Юсупов                                             |
| 6  | 1981 | Ларс Карлссон                                            |
| 7  | 1982 | Любомир Фтачник                                          |
| 8  | 1983 | Курт Хансен                                              |
| 9  | 1984 | Найджел Шорт                                             |
| 10 | 1985 | Андраш Адор'ян                                           |
| 11 | 1986 | Карстен Хой (переможець матчу)                           |
| 12 | 1987 | Ларс Бо Гансен (чемпіон Данії серед юніорів)             |
| 13 | 1988 | Рафаель Ваганян Віктор Купрейчик                         |
| 14 | 1996 | Джон Еммс                                                |
| 15 | 2000 | Петро Свідлер Михайло Гуревич                            |
| 16 | 2001 | Петер Гейне Нільсен Еміль Сутовський                     |
| 17 | 2002 | Лазаро Брузон Леньєр Домінгес Перес                      |
| 18 | 2003 | Олексій Дрєєв Люк Макшейн Крішнан Сашікіран              |
| 19 | 2004 | Нікола Седлак                                            |
| 20 | 2005 | Володимир Бєлов                                          |
| 21 | 2006 | Стефан Джурич Алоїзас Квейніс Ігор Раузіс Гергард Шеблер |
| 22 | 2007 | Карстен Расмуссен                                        |
| 23 | 2008 | Вадим Малахатько                                         |